# Paroeax
Paroeax is een kevergeslacht uit de familie van de boktorren (Cerambycidae). De wetenschappelijke naam van het geslacht werd voor het eerst geldig gepubliceerd in 1903 door Jordan.

## Soorten
Paroeax omvat de volgende soorten:
- Paroeax nasicornis (Pascoe, 1871)
- Paroeax schoutedeni Breuning, 1935